# Alsószentmárton
Alsószentmárton (horvátul: Semartin, románul: Sânmarta de Jos, cigányul: Senmarto) község Baranya vármegyében, a Siklósi járásban.

## Fekvése
A Dráva-melléki síkságon fekszik, a horvát határtól mindössze 3 kilométerre (déli határszéle egy rövid szakaszon egybe is esik az országhatárral). A szomszédos települések: északkelet felől Egyházasharaszti, nyugat felől pedig Matty, mindkettőtől egyformán 4-5 kilométerre helyezkedik el. Határos még délkelet felől Olddal, észak felől pedig Siklóssal is, de egyikkel sincs közvetlen közúti kapcsolata. A két legközelebbi város Siklós és Harkány, 9, illetvre 14 kilométerre.

### Megközelítése
Csak közúton közelíthető meg, a Kistapolca-Matty közt húzódó 5709-es úton. Gyűrűspuszta nevű külterületi településrésze, mely a központtól mintegy 3 kilométerre délnyugatra fekszik, közúton csak Matty felől érhető el, az 5712-es útból kiágazó 57 123-as számú mellékúton Keselyőspusztán keresztül.

## Története
Fennmaradt oklevelekben 1332-ben jelenik meg a neve először (S. Martino alakban írva). Egykor itt állt a vaskaszentmártoni apátság. 
A 18. században Drávaszentmártonnak hívták és az Esterházy család, majd a vakai apátság birtoka volt. 
A 20. század második feléig elsősorban sokácok (horvátok) lakták. 
Trianon után, majd a második világháborút követően a falu lakói egyre nagyobb számban vándoroltak ki Jugoszláviába, és ennek következtében 1980 körül Alsószentmárton etnikailag lényegében teljesen cigány településsé vált. Cigány lakosai a beás, más néven teknős/teknővájó cigányok muncsán alcsoportjába tartoznak. Nyelvük archaikus román dialektus.
2013-ban Alsószentmártonon mérték az országban a legnagyobb éves csapadékmennyiséget, 1083,1 mm-t.
A település a 2010-es években sorozatosan az ország legszegényebb településeinek listáján szerepelt. A 2017. decemberi statisztikai adatok szerint a faluban akkor 27,3%-os volt a munkanélküliség. 2019-ben a Magyar Máltai Szeretetszolgálat modellje alapján kidolgozott cigány felzárkóztatási stratégiának egyik célpontja Alsószentmárton lett. 

## Közélete

### Polgármesterei
- 1990–1994: Id. Szilágyi Péter (MSZP)[5]
- 1994–1998: Szilágyi Péter (MSZP)[6]
- 1998–2002: Id. Szilágyi Péter (független)[7]
- 2002–2006: Tábori Mihály (független cigány kisebbségi)[8]
- 2006–2010: Vas Péter (Fidesz)[9]
- 2010–2014: Vas Péter (Fidesz)[10]
- 2014–2019: Budai László (független)[11]
- 2019–2020: Budai László (független)[12]
- 2020–2024: Balogh Miklós (független)[13][14]
- 2024– : Balogh Krisztián (független)[1]

A településen 2020-ban időközi polgármester-választást kellett tartani, mert a 2019 őszén megválasztott előző polgármester alig négy hónap után, méltatlanság miatt benyújtotta lemondását.
 A választás időpontját először 2020. június 7-ére tűzték ki, de aznap nem lehetett megtartani, mert a koronavírus-járvány kapcsán életbe lépett veszélyhelyzeti korlátozások lehetetlenné tették a választás lebonyolítását. A választás időpontját a korlátozások feloldását követően 2020. szeptember 13-ára tűzték ki.

## Népesség

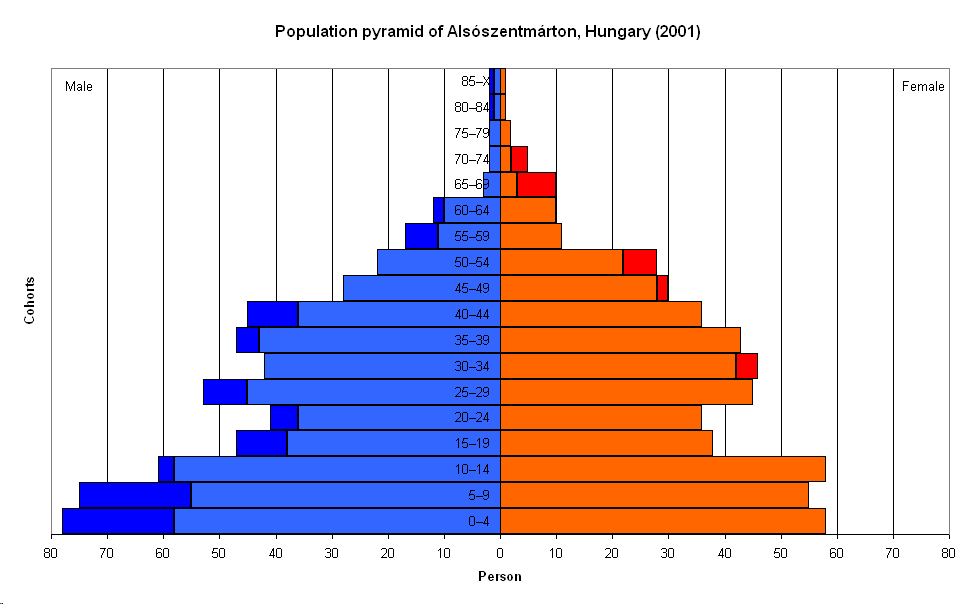
Alsószentmárton korfája, 2001-es adatok alapján

A 2011-es népszámlálás során a lakosok 97,6%-a magyarnak, 98,6% cigánynak mondta magát (0,8% nem nyilatkozott; a kettős identitások miatt a végösszeg nagyobb lehet 100%-nál). A vallási megoszlás a következő volt: római katolikus 95,2%, felekezeten kívüli 1,7% (2,9% nem nyilatkozott).
2022-ben a lakosság 93,8%-a vallotta magát magyarnak, 77,9% cigánynak, 0,4% horvátnak, 0,3% bolgárnak, 0,2% lengyelnek, 0,1-0,1% görögnek, románnak, ukránnak és szerbnek, 0,1% egyéb, nem hazai nemzetiségűnek (4,9% nem nyilatkozott; a kettős identitások miatt a végösszeg nagyobb lehet 100%-nál). Vallásuk szerint 89,1% volt római katolikus, 0,8% görög katolikus, 0,1% református, 0,1% egyéb keresztény, 1,2% egyéb katolikus, 1,1% felekezeten kívüli (7,2% nem válaszolt).
A település népességének alakulása az elmúlt években:
| Lakosok száma | 1184 | 1190 | 1247 | 1207 | 1202 | 1126 | 1172 | 1198 |
|               | 2013 | 2014 | 2015 | 2019 | 2021 | 2022 | 2023 | 2024 |

## Nevezetességei
- Szent Márton római katolikus templom: a horvátok egykori temploma 1797-ben épült barokk stílusban. 2015-ben felújították.
- Hótedra (horgásztó)